# 耶底乡
耶底乡，是中华人民共和国四川省凉山彝族自治州普格县曾经下辖的一个乡。2021年1月12日，撤销耶底乡，其所属行政区域为日都迪萨镇的行政区域。

## 行政区划
耶底乡撤销前下辖以下地区：
耶底村、果洛村和色果洛村。